# 趙左

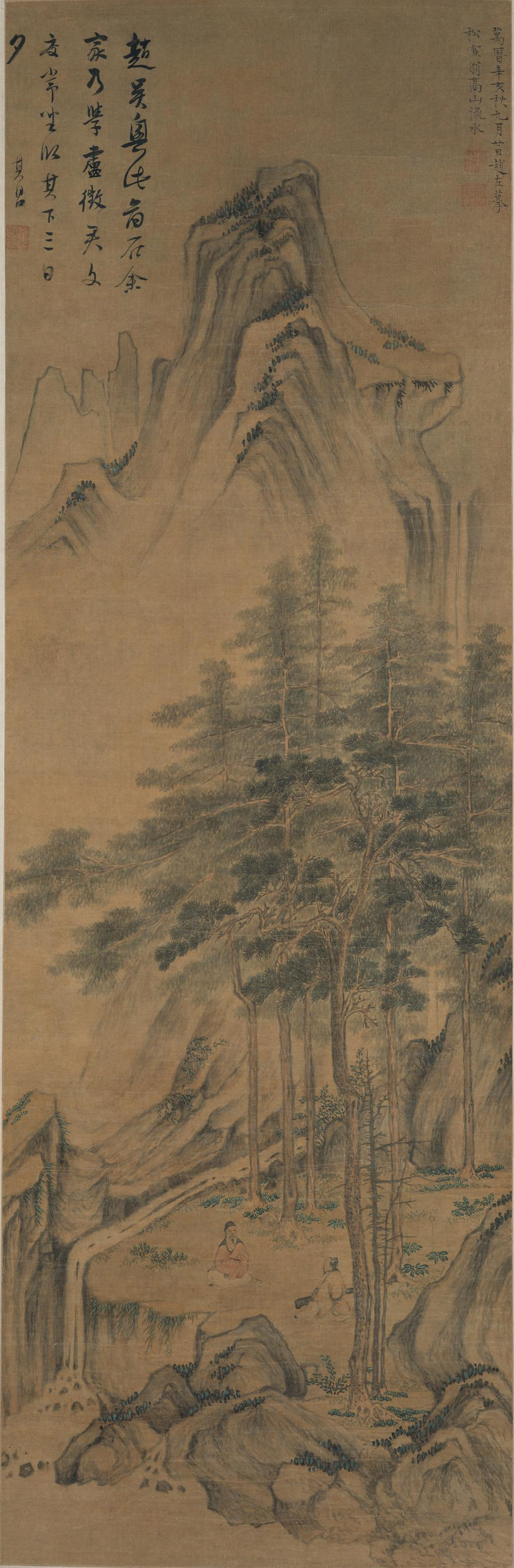
高山流水図　絹本　上海博物館（1611年）

趙 左（ちょう さ、中国語: 赵左、拼音: Zhào Zuǒ、Chao Tso、1573年? - 1636年?）は、明末に活躍した画家である。字は文度。松江府華亭県の出身。
宋旭について画を学び、宋懋晋は同門である。五代の董源を理想に掲げながらその正統とされる元末四大家に師法する。殊に倪瓚と黄公望を重視した。同郷の董其昌と親交が深く、その影響を受けて山水画の様式は董の代筆となるほど近接。松江派の代表的な画家として活躍し、のちに蘇松派の祖となった。代表作に「雪景山水図」（重要美術品・静嘉堂文庫美術館所蔵）などがある。

## 関連文献
- 財団法人静嘉堂文庫 編『中国絵画』1985年。 NCID BN06861622。昭和60年、2冊（別冊解説45頁とも）。